# Bộ Tự (自)
Bộ Tự, bộ thứ 132 có nghĩa là "tự mình" là 1 trong 29 bộ có 6 nét trong số 214 bộ thủ Khang Hy.
Trong Từ điển Khang Hy có 34 chữ (trong số hơn 40.000) được tìm thấy chứa bộ này.

## Tự hình Bộ Tự (自)

Giáp cốt văn
Kim văn
Đại triện
Tiểu triện

## Chữ thuộc Bộ Tự (自)
| Số nét bổ sung | Chữ                     |
| -------------- | ----------------------- |
| 0              | 自/tự/                  |
| 1              | 臫                      |
| 4              | 臬/nghiệt/ 臭/khứu/     |
| 6              | 臮/ký/ 臯/cao/ 臰/khứu/ |
| 9              | 臱/biên/                |
| 10             | 臲/niết/                |